# Émile Pessard
Émile Louis Fortuné Pessard, född den 29 maj 1843 i Paris, död där den 10 februari 1917, var en fransk tonsättare. 
Pessard vann stora Rompriset 1866 med kantaten Dalila och blev sedermera harmoniprofessor vid Pariskonservatoriet. Han komponerade rätt många komiska operor, bland vilka märks Tabarin (1885), Les folies amoureuses (1891) och L'armée des vierges (1902), förutom körverk, kammarmusik och sånger.